# Kelimalaza
Kelimalaza (« petit mais réputé ») était l’une des douze saintes idoles royales de Madagascar et aussi l’une des plus vénérées. Le roi Andrianampoinimerina (env. 1787-1810) la nomma reine des idoles.
Kelimalaza était constituée de deux petits morceaux de bois cousus en forme de V sur un tissu de soie rouge. L’ensemble était roulé dans de la soie et enfermé dans un coffre sur un lit de pièces d’argent et de bijoux. Ce coffre était entouré d’une cour sacrée et où des animaux étaient sacrifiés à l’idole.

L’idole royale Kelimalaza était conservée à Ambohimanambola, depuis le temps du roi Ralambo (vers la fin du XVIe siècle).
De nombreux fady ou interdits entouraient les idoles et les localités qui les abritaient. L’entrée d’Ambohimanambola était strictement interdite aux Européens, aux chevaux, aux fusils, aux porcs et aux chèvres... Sinon la colère de l’idole se manifestait par des fléaux de toutes sortes : maladies, mauvaises récoltes, catastrophes naturelles... Lui offrir des offrandes par contre, permettait d’attirer ses faveurs : comme guérir une maladie, avoir des enfants, une bonne récolte...
C’est en 1869, sous le règne de Ranavalona II (1869-1883), que Kelimalaza et les autres idoles furent détruites.

## Source
- Philippe Oberlé, Antananarivo et l’Imerina, éd. Oberlé, 1987.